# Holubivka, Lebedîn
Holubivka (în ucraineană Голубівка) este localitatea de reședință a comunei Holubivka din raionul Lebedîn, regiunea Sumî, Ucraina.

## Demografie
Componența lingvistică a localității Holubivka
     Ucraineană (96,39%)
     Rusă (3,61%)
Conform recensământului din 2001, majoritatea populației localității Holubivka era vorbitoare de ucraineană (96,39%), existând în minoritate și vorbitori de rusă (3,61%).